# 锦州湾
40°46′N 121°01′E / 40.767°N 121.017°E
锦州湾位于中国辽宁省西南部，锦州市区西南35公里处，东起大笔架山，西至小白马石，湾口朝东，与辽东湾相通。岸线长36公里，纵深8公里，海域面积约92平方公里。水深4.7米，泥砂底。东北岸、南岸和西岸中的一段是岩岸和断崖，北岸是砂砾，西北岸是泥沙，西和西南为淤泥岸。平均水温15.3摄氏度，风力4到8级。最大潮差4.2米。平均潮差2.1米。湾内渔业资源丰富。海湾东北端建有锦州港。